# Flavius Sabinianus
Flavius Sabinianus (fl. 505) était un homme politique de l'Empire romain.

## Vie
Fils de Sabinianus Magnus, MUM en 479-481, et frère de Flavius Moschianus.
Il était consul en 505.
Sa fille épousa Flavius Probus.